# 米內勒爾城 (印第安納州)
米內勒爾城（英語：Mineral City）是位於美國印地安納州格林縣的一個非建制地區。該地的面積和人口皆未知。